# Sarah Green
Sarah Green é uma produtora cinematográfica norte-americana. Como reconhecimento, foi nomeada ao Oscar 2012 na categoria de Melhor Filme por The Tree of Life.